# Эгикальский могильник
Эгикальский могильник (ингуш. Аьгекхалера каш) — погребальный памятник куро-аракской культурно-исторической общности на территории Ингушетии. Расположен в Таргимской котловине на южных склонах Скалистого хребта к западу от древнего города Эгикхал.
Эгикальский могильник был открыт и стационарно изучен Б. М. Хашагульговым в 1988 году
На этом могильнике были исследованы каменные ящики и гробницы с характерным куро-аракским вещевым комплексом. Непосредственно каменные ящики состояли из поставленных на ребро каменных плит, перекрытых мощной каменной наброской. Другие типы могильных сооружений, обнаруженные на данном некрополе, называют склепами или гробницами. Однако они датируются В. И. Марковиным несколько более поздним временем и отнесены к кругу древностей так называемой северокавказской культурно-исторической общности около середины II тыс. до н. э..
Куро-аракские же захоронения Эгикальского могильника важны по ряду некоторых материалов. В частности, погребальный обряд в каменных ящиках здесь был представлен следующим образом. Покойники лежали скорченно, на левом боку, по линии с северо-запада на юго-восток. Сопроводительный инвентарь включал кремнёвые наконечники стрел, бронзовые серьги в 1,5 оборота, а также большое количество сосудов, располагавшихся вдоль торцовых северо-западных стенок. Наиболее многочисленна на Эгикальском могильнике керамика, для которой свойственны все основные признаки ведущих форм куро-аракской керамической традиции. В каждом из двух ящиков найдены по три сосуда, представлявшие собой двуручные горшки и одноручные кувшины. Практически все сосуды имели коричневые или розово-коричневые цвета. Орнамент отсутствовал, за исключением одного кувшина. На его верхней части тулова был нанесен узор в виде косых параллельных линий. В целом, указанные куро-аракские каменно-ящичные погребения Эгикала датированы В. Л. Ростуновым и Б. М. Хашагульговым концом III тыс. до н. э.